# Challenger de Ostrava

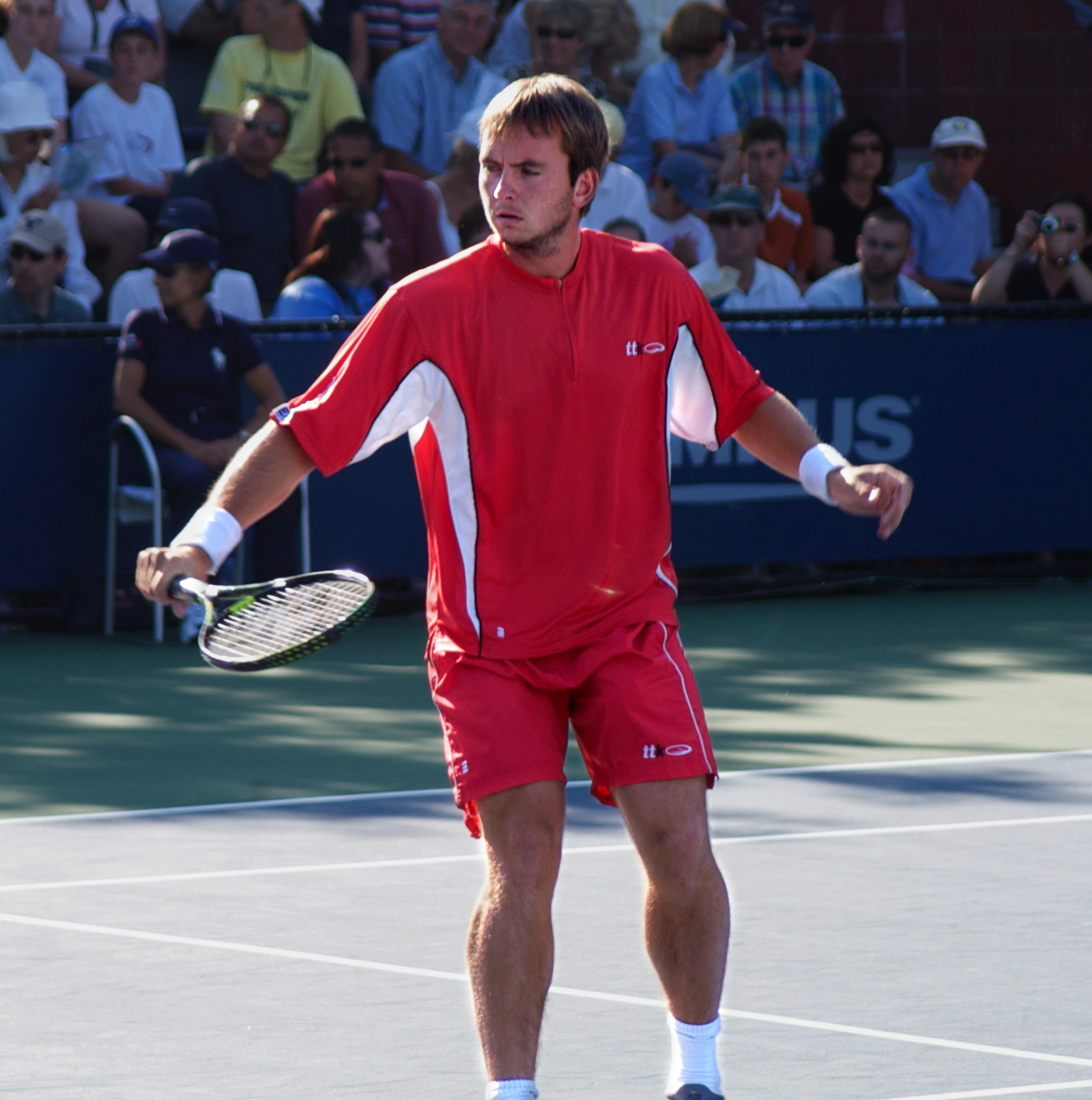
Ivo Minář, ganador en 2006, es uno de los 6 jugadores checos que lograron el título en individuales

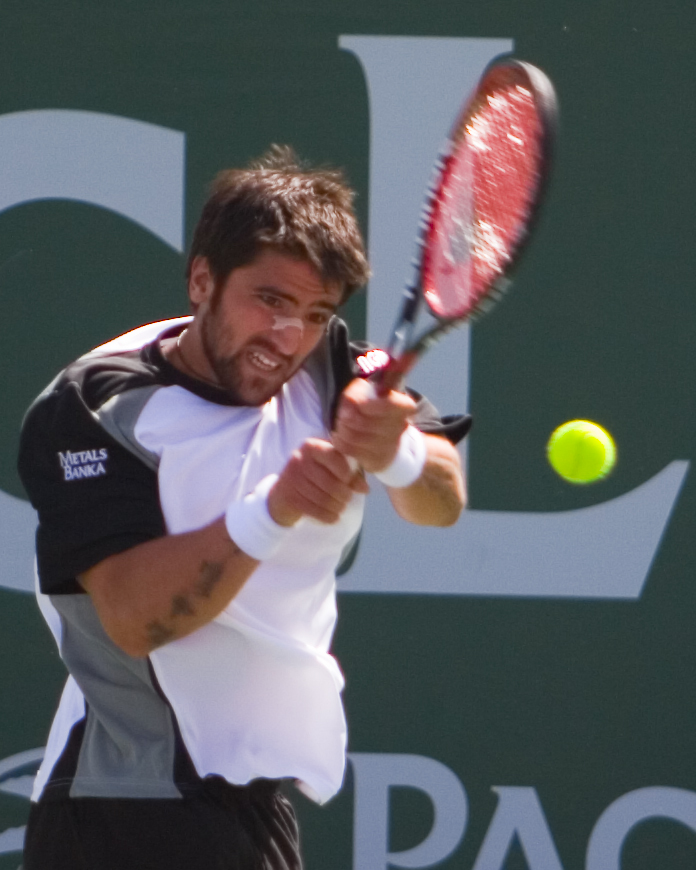
El Serbio Janko Tipsarević ganador de la primera edición del torneo en 2004

El Prosperita Open es un torneo profesional de tenis. Pertenece al ATP Challenger Tour. Se juega desde el año 2004 sobre pistas de polvo de ladrillo, en Ostrava, República Checa.

## Palmarés

### Individuales
| Año  | Campeón                     | Finalista          | Resultado        |
| ---- | --------------------------- | ------------------ | ---------------- |
| 2024 | Damir Džumhur               | Henri Squire       | 6–2, 4–6, 7-5    |
| 2023 | Zdeněk Kolář                | Máté Valkusz       | 6–3, 6–2         |
| 2022 | Evan Furness                | Ryan Peniston      | 4–6, 7–6(6), 6–1 |
| 2021 | Benjamin Bonzi              | Renzo Olivo        | 6–4, 6–4         |
| 2020 | Aslan Karatsev              | Oscar Otte         | 6–4, 6–2         |
| 2019 | Kamil Majchrzak             | Jannik Sinner      | 6–1, 6–0         |
| 2018 | Arthur De Greef             | Nino Serdarušić    | 4–6, 6–4, 6–2    |
| 2017 | Stefano Travaglia           | Marco Cecchinato   | 6–2, 3–6, 6–4    |
| 2016 | Constant Lestienne          | Zdeněk Kolář       | 6–7(5), 6–1, 6–2 |
| 2015 | Iñigo Cervantes             | Adam Pavlasek      | 7–6(5), 6–4      |
| 2014 | Andrey Kuznetsov            | Miloslav Mečíř Jr. | 2–6, 6–3, 6–0    |
| 2013 | Jiří Veselý                 | Steve Darcis       | 6–4, 6–4         |
| 2012 | Jonathan Dasnières de Veigy | Jan Hájek          | 7–5, 6–2         |
| 2011 | Stéphane Robert             | Ádám Kellner       | 6–1, 6–3         |
| 2010 | Lukáš Rosol                 | Ivan Dodig         | 7–5, 4–6, 7–6(4) |
| 2009 | Jan Hájek                   | Ivan Dodig         | 7–5, 6–1         |
| 2008 | Jiří Vaněk                  | Jan Hernych        | 6–3, 4–6, 6–1    |
| 2007 | Bohdan Ulihrach             | Lukáš Dlouhý       | 6–4, 6–4         |
| 2006 | Ivo Minář                   | Marcel Granollers  | 6–1, 6–0         |
| 2005 | Lukáš Dlouhý                | Nicolas Devilder   | 6–4, 7–6(4)      |
| 2004 | Janko Tipsarević            | Peter Luczak       | 6–3, 7–6(5)      |

### Dobles
| Año  | Campeones                                 | Finalistas                                    | Resultado              |
| ---- | ----------------------------------------- | --------------------------------------------- | ---------------------- |
| 2025 | Jan Jermář Stefan Latinović               | Finn Reynolds James Watt                      | 7–5, 6–3               |
| 2024 | Jaime Faria Henrique Rocha                | Jakob Schnaitter Mark Wallner                 | 7–5, 6–3               |
| 2023 | Robert Galloway Miguel Ángel Reyes-Varela | Guido Andreozzi Guillermo Durán               | 7–5, 7–6(5)            |
| 2022 | Alexander Erler Lucas Miedler             | Hunter Reese Sem Verbeek                      | 7–6(5), 7–5            |
| 2021 | Marc Polmans Sergiy Stakhovsky            | Andrew Paulson Patrik Rikl                    | 7–6(4), 3–6, [10–7]    |
| 2020 | Artem Sitak Igor Zelenay                  | Karol Drzewiecki Szymon Walków                | 7–5, 6–4               |
| 2019 | Luca Margaroli Filip Polášek              | Thiemo de Bakker Tallon Griekspoor            | 6–4, 2–6, [10–8]       |
| 2018 | Attila Balázs Gonçalo Oliveira            | Lukáš Rosol Sergiy Stakhovsky                 | 6–0, 7–5               |
| 2017 | Jeevan Nedunchezhiyan Franko Škugor       | Rameez Junaid Lukáš Rosol                     | 6–3, 6–2               |
| 2016 | Sander Arends Tristan-Samuel Weissborn    | Lukáš Dlouhý Hans Podlipnik-Castillo          | 7–6(8), 6–7(4), [10–5] |
| 2015 | Andrej Martin Hans Podlipnik-Castillo     | Roman Jebavý Jan Šátral                       | 4–6, 7–5, [10–1]       |
| 2014 | Andrey Kuznetsov Adrián Menéndez          | Alessandro Motti Matteo Viola                 | 4–6, 6–3, [10–8]       |
| 2013 | Steve Darcis Olivier Rochus               | Tomasz Bednarek Mateusz Kowalczyk             | 7–5, 7–5               |
| 2012 | Radu Albot Teymuraz Gabashvili            | Adam Pavlásek Jiří Veselý                     | 7–5, 5–7, [10–8]       |
| 2011 | Olivier Charroin Stéphane Robert          | Andis Juška Alexandre Kudryavtsev             | 6–4, 6–3               |
| 2010 | Martin Fischer Philipp Oswald             | Tomasz Bednarek Mateusz Kowalczyk             | 2–6, 7–6(6), [10–8]    |
| 2009 | Jan Hájek Robin Vik                       | Matúš Horecný Tomáš Janci                     | 6–2, 6–4               |
| 2008 | Sergiy Stakhovsky Tomáš Zíb               | Jan Hernych Igor Zelenay                      | 7–6(6), 3–6, 14–12     |
| 2007 | Bastian Knittel Lukáš Rosol               | Alexander Krasnorutskiy Alexandre Kudryavtsev | 2–6, 7–5, 11–9         |
| 2006 | Jaroslav Pospíšil Pavel Šnobel            | Philipp Marx Torsten Popp                     | 6–4, 6–7(3), 10–6      |
| 2005 | Pavel Šnobel Martin Štěpánek              | Tomáš Cibulec Mariusz Fyrstenberg             | 7–6(1), 2–6, 7–6(4)    |
| 2004 | Tuomas Ketola Petr Pála                   | Łukasz Kubot Tomáš Zíb                        | 6–4, 6–4               |